# جیگز
جیگز (انگلیسی: Jiggs؛ ‏حوالی ۱۹۲۹–۲۸ فوریه ۱۹۳۸) یک شامپانزه معمولی نَر و یک حیوان دست‌آموز بازیگر بود که به‌وجود آوردندهٔ شخصیت «چیتا» در فیلم‌های هالیوودی تارزان در دهه ۱۹۳۰ شد. مالک و مربی او «تونی جنتری» و «ژاکلین جنتری» بودند.

## زندگی‌نامه
مطابق روایتی مشکوک، گفته می‌شود که جیگز را گری کوپر از آفریقا با خود به ایالات متحده آمریکا آورد، و او را کمی بعد فروخت زیرا حیوان گه‌گاه آشفته و غیرقابل کنترل می‌شد. طبق روایتی دیگر که بیشتر قابل اعتماد است، «ژاکلین جنتری» ادعا کرد که جیگز را از دوران کودکی بزرگ کرده و آموزش داده است. گفته می‌شود که او با یک سگِ نژاد کالی به نام «اسپَنکی» بزرگ شده است و بعداً از انجام هر کار سینمایی بدون حضور این سگ خودداری می‌کرد. «اسپَنکی» همچنین برای کمک به کنترلِ خشمِ جیگز در سر صحنهٔ فیلم استفاده می‌شد.
جیگز به مدت ۷ سال در سینما فعالیت داشت. او در ۲ فیلم نخست تارزان جانی ویسمولر به نام‌های تارزان مرد گوریلی (۱۹۳۲) و تارزان و معشوقه‌اش (۱۹۳۴) بازی کرد. او همچنین در سریال سینمایی ۱۲ قسمتی تارزان بی‌باک با بازی باستر کرب و مجموعه فیلم ماجراجویی دنباله‌دار ماجراهای جدید تارزان با بازی بروس بنت حضور داشت.
جیگز همچنین در فیلم کار کثیف لورل و هاردی (۱۹۳۳)، یک فیلم کوتاه از دارودسته ما در سال ۱۹۳۶ و عشق جنگلی او (۱۹۳۸) با بازی دوروتی لامور بازی کرد که آخرین فیلم او محسوب می‌شود.

## حواشی
یک بار سر صحنهٔ تارزان بی‌باک جیگز با موفقیت یک خار را از دست جولی بیشاپ بیرون آورد در حالی که جولی بیشاپ و بازیگر اصلی باستر کرب نتوانستند چنین کاری کنند.
به نظر می‌رسد مربیان او، «تونی جنتری» و «ژاکلین جنتری»، در اوایل سال ۱۹۳۶ از هم جدا شده‌اند، زیرا نام ژاکلین به تنهایی به عنوان مالک او در اخبار آن زمان و پس از آن ذکر شده است.
در ژوئیه ۱۹۳۶، در طول فیلمبرداری عشق جنگلی او جیگز به بازیگر نقش اصلی دوروتی لامور حمله کرد، که این بازیگر توسط یک دستیار فیلم نجات یافت؛ سپس توسط صاحبانش و «اسپَنکی» آرام شد.
در دسامبر ۱۹۳۶ جیگز در صحنه فیلمبرداری رویارویی مختصری با مارتا ری داشت که طی آن، این دو برای هم شکلک درآوردند و سپس مارتا ری برای او سیگاری روشن کرد.

## مرگ
جیگز در ۲۸ فوریه ۱۹۳۸ میلادی یا ۱ مارس ۱۹۳۸ میلادی در سن ۹ سالگی بر اثر سینه‌پهلو درگذشت و قرار شد در ۲ مارس ۱۹۳۸ طی مراسمی در پارک یادبود حیوانات خانگی لس آنجلس دفن شود اما به دلیل وقوع سیل در لس آنجلس این کار در روز ۴ مارس انجام شد.